# Leskova
Leskova (Servisch cyrillisch Лескова) is een plaats in de Servische gemeente Tutin. De plaats telt 335 inwoners (2002).